# Клювинцы
Клювинцы (укр. Клювинці) — село в Хоростковской городской общине Чортковского района Тернопольской области Украины.
До 2020 года входило в Гусятинский район.
Код КОАТУУ — 6121682101. Население по переписи 2001 года составляло 1300 человек. Население по данным общины составляет 1034 человек.

## Географическое положение
Село Клювинцы находится на левом берегу реки Голодные Ставы,
выше по течению на расстоянии в 3,5 км расположено село Оленовка,
ниже по течению на расстоянии в 0,5 км расположено село Верховцы.

## История
- 1615 год — дата основания.

## Объекты социальной сферы
- Школа.
- Клуб.
- Фельдшерско-акушерский пункт.

## Достопримечательности
- Братская могила советских воинов.

## Известные уроженцы
- Сичинский, Денис Владимирович (1865—1909) — украинский композитор и хоровой дирижёр.